# Détermination thermodépendante du sexe
La détermination du sexe en fonction de la température (TSD, pour temperature-dependent sex determination) est un type de détermination du sexe par l'environnement dans lequel les températures subies pendant le développement embryonnaire/larvaire déterminent le sexe de la progéniture. Elle n'est observée que chez les reptiles et les poissons téléostéens,,,. On l'observe aussi chez certains oiseaux, comme le Talégalle de Latham[réf. nécessaire]. La TSD diffère des systèmes de détermination chromosomique du sexe chez les vertébrés. C'est le type de détermination du sexe environnemental (DSE) le plus répandu et le plus étudié. On observe également que d'autres conditions, comme la densité, le pH et la couleur de fond de l'environnement, modifient le rapport des sexes, ce qui pourrait être classé soit comme une détermination du sexe en fonction de la température, soit comme une différenciation du sexe en fonction de la température, selon les mécanismes impliqués. En tant que mécanismes de détermination du sexe, le TSD et la détermination génétique du sexe (GSD) devraient être considérés de manière équivalente, ce qui peut conduire à reconsidérer le statut des espèces de poissons qui sont prétendument atteints de TSD lorsqu'ils sont soumis à des températures extrêmes au lieu de la température ressentie pendant le développement dans la nature, puisque les changements du sex-ratio avec la variation de température sont pertinents sur le plan écologique et évolutif.
Bien que le TSD ait été observé chez de nombreuses espèces de reptiles et de poissons, les différences génétiques entre les sexes et les mécanismes moléculaires du TSD n'ont pas été révélées. On pense que la voie médiée par le cortisol et la voie de régulation épigénétique sont les mécanismes potentiels impliqués dans le TSD,
Les œufs sont affectés par la température à laquelle ils sont incubés pendant le tiers moyen du développement embryonnaire. Cette période critique d'incubation est connue sous le nom de période de thermosensibilité (PTS). Le moment spécifique de l'engagement sexuel est connu grâce à plusieurs auteurs qui ont résolu la chronologie histologique de la différenciation sexuelle dans les gonades des tortues avec la PTS. 

## Mécanismes
Chez une majorité de reptiles ovipares, en particulier les tortues, les œufs ne sont initialement ni mâles ni femelles et le sexe va être déterminé pendant la période d'incubation par la température.
Contrairement à ceux de la détermination génétique du sexe, les mécanismes de la détermination thermodépendante ont été longtemps incompris. La température pouvait jouer sur n'importe lequel des nombreux gènes autosomes impliqués dans la différenciation sexuelle, y compris ceux qui ne le sont que marginalement, du moment que leur altération est capable de changer le sexe.
En 2018 il a été démontré chez la Tortue de Floride (Trachemys scripta elegans) que c'est la transcription du gène KDM6B (un modificateur de la chromatine) qui est sensible à la température et confère sa sensibilité au gène DMRT1, lequel joue un rôle crucial dans la détermination du sexe,,. On ne sait pas encore, en revanche, si le gène KDM6B répond directement à la température ou s'il est régulé par un autre élément directement sensible comme le gène CIRBP.